# Dokos

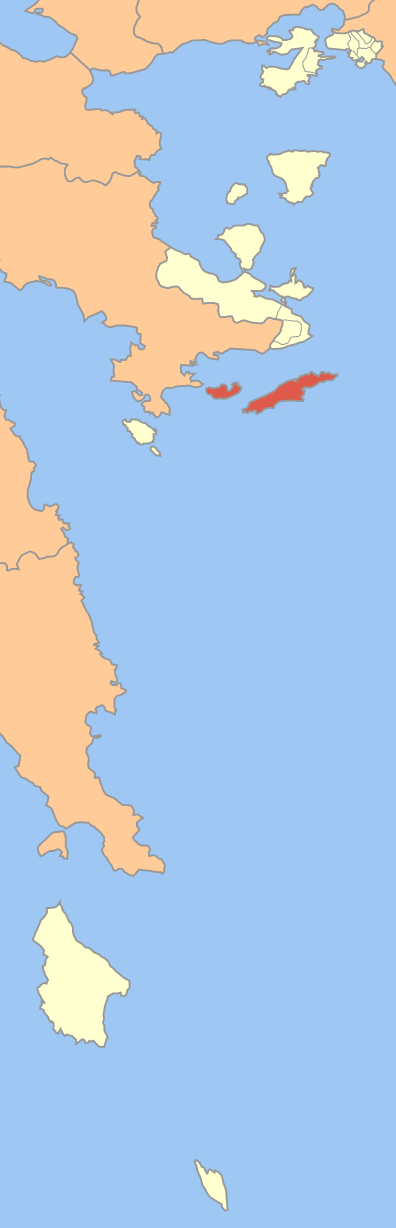
Dokos innanför det större Hydra

Dokos (grekiska Δοκός) är en liten grekisk ö mellan Saroniska bukten och Argolisbukten, nära Hydra. Den åtskiljs från Peloponnesos av ett smalt sunt som på vissa kartor kallas Hydrabukten.
Dokos brukar föras till de Saroniska öarna. Ön tillhör kommunen Dimos Hydra och hade år 2001 tretton invånare, ett fåtal ortodoxa munkar och säsongsboende fåraherdar. Dokos är numera obebodd.
Ön är bergig och når en höjd av 308 m ö.h. Ända sedan antiken har den ansetts ha ett strategiskt läge. På dess östra sida återfinns en bysantinsk/venetiansk borg. Under det grekiska frihetskriget användes Dokos som hamn av Hydras styrkor.

## Arkeologi
Enligt arkeologiska studier har Dokos varit bebodd sedan kopparåldern.
År 1975 upptäckte arkeologen Peter Throckmorton vid Dokos ett skeppsvrak som anses vara det äldsta i världen. Det dateras till mellan år 2500 och 2000 f.Kr.